# Criterium van Wolvertem
Het Criterium van Wolvertem (Criterium Eddy Merckx) was  een wielercriterium in de Belgische gemeente Meise. Deze wedstrijd werd sinds 2005 jaarlijks gereden in de straten van het Vlaams-Brabantse dorp Wolvertem, deelgemeente van Meise.
De tiende en laatste editie van het natourcriterium vond in 2014 plaats. Vanaf 2015 verhuisde het criterium naar Mechelen.

## Parcours
De lengte van de omloop bedroeg 1 km. Het parcours van deze koers ging langs de volgende straten:

## Erelijst
| Jaar | 1e                  | 2e                    | 3e                  |
| ---- | ------------------- | --------------------- | ------------------- |
| 2005 | Ivan Basso          | Serge Baguet          | Frank Vandenbroucke |
| 2006 | Axel Merckx         | Robbie McEwen         | Niko Eeckhout       |
| 2007 | Tom Boonen          | Axel Merckx           | Frederik Willems    |
| 2008 | Gert Steegmans      | Tom Boonen            | Leif Hoste          |
| 2009 | Heinrich Haussler   | Andy Schleck          | Serguei Ivanov      |
| 2010 | Alessandro Petacchi | Jurgen Van den Broeck | Ivan Basso          |
| 2011 | Mark Cavendish      | Robbie McEwen         | Jürgen Roelandts    |
| 2012 | Haimar Zubeldia     | Thomas De Gendt       | Francis De Greef    |
| 2013 | Marcel Kittel       | André Greipel         | Maxime Monfort      |
| 2014 | Vincenzo Nibali     | Jens Debusschere      | Matteo Trentin      |